# フェニックス・ライジングFC
フェニックス・ライジングFC (英語: Phoenix Rising FC) は、アメリカ合衆国・アリゾナ州フェニックスに本拠地を置くサッカークラブ。2024年現在、USLチャンピオンシップに所属している。
旧名称はアリゾナ・ユナイテッドSC (英語: Arizona United SC) 

## 歴史
2014年3月13日、広告代理店のオーナーであるカイル・エングが中心となって新クラブを設立。このクラブはアリゾナ・ユナイテッドSCと命名され、前日までUSLプロリーグ（現USLチャンピオンシップ）に所属（3月12日に解散）していたフェニックスFCからその地位を引き継いだ。
2016年8月31日、チーム創設者のカイル・エングは、コナ・グリルの社長兼CEOであるバーク・ベイケイが率いる投資グループに過半数の株式を売却した。2016年11月28日、チームは新オーナーによってフェニックス・ライジングFCに改名された。

## タイトル
- USLチャンピオンシップ・ウェスタン・カンファレンス: 2019, 2021年
- USLチャンピオンシップ：2023年

## 歴代監督
- フランク・ヤロップ 2016-2017

## 歴代所属選手
- ディディエ・ドログバ 2017-2018
- ジェームズ・ムサ 2018-2019, 2021-
- サード・アブドゥル＝サラーム 2018
- ダレン・マトックス 2019-
- アダム・ジャーン 2019
- ダミオン・ロウ 2020
- デクラン・ウィン 2021